# 腐敗性炎症
腐敗性炎症（ふはいせいえんしょう）とは、滲出物に腐敗菌が感染して起こる炎症。壊疽性炎症、壊死性炎症とも呼ばれている。
壊死に陥った組織がさらに腐敗菌の感染を受けることで、腐敗分解が進行しアンモニアやアミン類などが産生され、壊死に悪臭のある腐敗現象が加わった場合で起こる（つまり感染性かどうかで壊死と腐敗性炎は厳密には区分される）。嫌気性菌であるガス産生菌に感染した場合、組織内に多数の気泡が見られ、そのためガス壊疽と呼ばれている。
肺壊疽、壊疽性子宮内膜炎で見られる。